# Carangoides bartholomaei
A Carangoides bartholomaei a sugarasúszójú halak (Actinopterygii) osztályának sügéralakúak (Perciformes) rendjébe, ezen belül a tüskésmakréla-félék (Carangidae) családjába tartozó faj.

## Előfordulása
A Carangoides bartholomaei előfordulási területe az Atlanti-óceánban van. A nagyobb elterjedése ez óceán nyugati felén van, az Amerikai Egyesült Államokbeli Massachusetts államtól kezdve, Bermudán, a Karib-térségen és a Mexikói-öblön keresztül, egészen a brazíliai São Paulóig sokfelé megtalálható. Az óceán keleti felén a Szent Pál-szikláinál (St. Paul's Rocks) található meg.

## Megjelenése
Ez a hal általában 50 centiméter hosszú, de akár 100 centiméteresre is megnőhet. 45 centiméteresen már felnőttnek számít. Eddig a legnehezebb kihalászott példány 14 kilogrammot nyomott. A hátúszóján 8-9 tüske és 25-28 sugár, míg a farok alatti úszóján 2-3 tüske és 22-25 sugár ül. A felső állcsontja nem nyúlik a szemek mögé. A fiatal példány testén 5 sötét, függőleges sáv látható.

## Életmódja
Trópusi és szubtrópusi tengeri hal, amely a korallzátonyok közelében él, 0-50 méteres mélységek között. A felnőtt példány a nyíltabb, a partoktól távolabbi részeket kedveli, míg a fiatal a partközeli tengerifű mezőket, valamint a Sargassum nevű barnamoszat-tutajok menedékét és medúza csoportok társaságát keresik. Főleg magányosan él, de kisebb rajokban is megfigyelhető. Tápláléka kisebb halak. A Carangoides bartholomaei időnként a cápák, köztük a nagy pörölycápa (Sphyrna mokarran) dörzspapír tapintású bőréhez dörzsölődik, hogy megszabaduljon az élősködőitől.

## Szaporodása
Az ívási időszaka februártól októberig tart.

## Felhasználása
A Carangoides bartholomaei-t ipari mértékben halásszák. A sporthorgászok is kedvelik. Igen ízletes húsa miatt nagyon keresett halfaj. Néha ciguatera-mérgezést okozhat.

## Képek

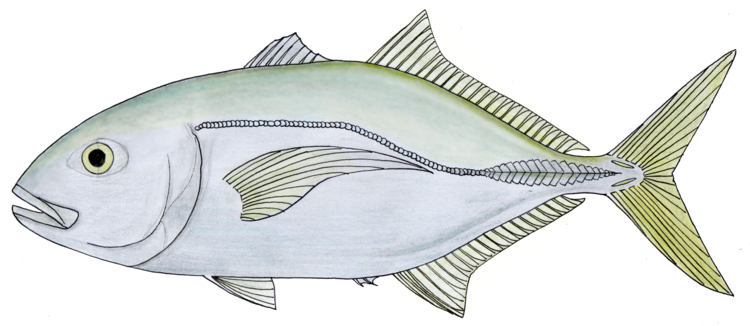
Rajz a halról
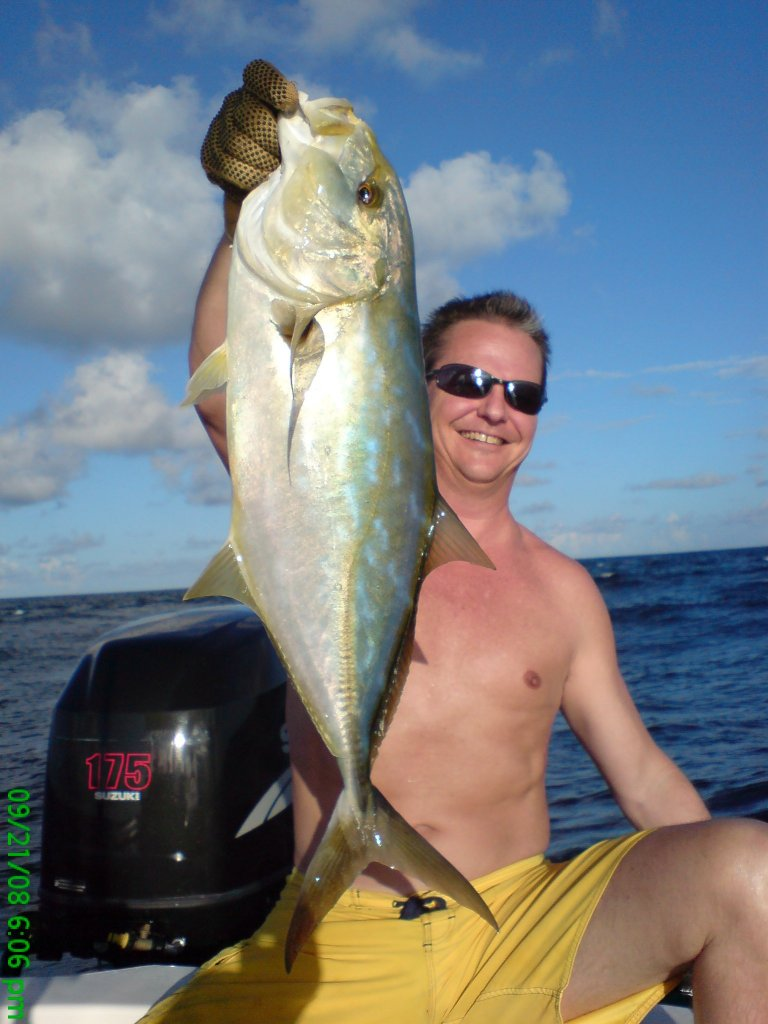
A horgászok igen kedvelik